# رابین کروکر
رابین کروکر (انگلیسی: Robin Croker؛ زادهٔ ۱۰ مهٔ ۱۹۵۴) دوچرخه‌سوار اهل بریتانیا است.
وی در مسابقات کشوری و بین‌المللی در مجموع برندهٔ ۱ مدال برنز شده‌است.